# فانيسا وليامز
فانيسا وليامز (بالإنجليزية: Vanessa Estelle Williams)‏ هي ممثلة أمريكية، ولدت في 12 مايو 1963 ببروكلين في الولايات المتحدة.

## أعمال

### مسلسلات
- ذا غود وايف

## وصلات خارجية
- فانيسا وليامز على موقع IMDb (الإنجليزية)
- فانيسا وليامز على موقع أول موفي (الإنجليزية)
- فانيسا وليامز على موقع قاعدة بيانات برودواي على الإنترنت (الإنجليزية)
- فانيسا وليامز على موقع إن إن دي بي (الإنجليزية)
- فانيسا وليامز على موقع قاعدة بيانات الفيلم (الإنجليزية)
- فانيسا وليامز على موقع كينوبويسك (الروسية)